# Fenrir (公司)
Fenrir是一間專門開發網頁瀏覽器和提供各種網路資訊服務的公司。總公司位於日本大阪府大阪市。公司名稱是取自北歐神話中的怪獸芬里爾（Fenrisulfr），而推出的產品名稱也大多都與北歐神話有關。

## 歷史
- 2005年6月13日公司成立。
- 2005年6月30日發表行動電話專用的網頁瀏覽器「jig」展開業務合作。
- 2005年7月14日發表與日本Excite展開業務合作，推出以Sleipnir使用者專用的入口網站（[Sleipnir x Excite]）。
- 2005年12月7日與McAfee公司合作，推出Sleipnir使用者專屬的網路安全軟體。
- 2006年4月12日在發表Grani的同時，依循「Sleipnir x Excite」模式推出「[Grani x Excite]」。
- 2006年7月5日與樂天發表合作計劃，同時推出適合infoseek網站使用的Grani版本。
- 2006年9月1日與美國Google合作，將Sleipnir與Grani的預設搜尋引擎變更為Google。
- 2006年12月6日與iTunes Store和Amazon.co.jp合作音樂服務。

## 主要產品
- Sleipnir
- Grani

## 外部連結
- Fenrir & Co.（页面存档备份，存于） 官方網站